# LVF – Bucintoro bis Volta
Die LVF – Bucintoro bis Volta waren  Dampflokomotiven der Lombardisch-venetianischen Ferdinands-Bahn (LVF).
Die vier Maschinen wurden 1845 von Sharp geliefert.
Bei der LVF erhielten sie die Namen BUCINTORO, PAOLO SERPI, MILANO und VOLTA.
Als die LVF 1852 verstaatlicht wurde, kamen sie mit denselben Namen zur Lombardisch-venetianischen Staatsbahn (LVStB).